# Суданка (село)
Суданка (укр. Суданка) — село, Суданский сельский совет, Первомайский район, Харьковская область, Украина.
Код КОАТУУ — 6324587001. Население по переписи 2001 года составляет 457 (218/239 м/ж) человек.
Является административным центром Суданского сельского совета.

## Географическое положение
Село Суданка находится у истоков безымянной пересыхающей речушки, которая через 10 км впадает в Краснопавловское водохранилище.
На реке несколько запруд.
На расстоянии в 2 км расположены сёла Победа, Петровка и посёлок Беляевка.
В 1,5 км проходят автомобильная дорога Т-2107 и
железная дорога, станция Беляевка.

## Происхождение названия
Село основано в 1925 году группой крестьян, организовавших коммуну под названием «Суданка» (Союз Украинской дружной артели незаможного крестьянского актива).

## История
- 1925 — дата основания.

## Экономика
- Молочно-товарная и птице-товарная фермы.
- КСП «Коммунар».
- Сельскохозяйственное ООО «Агрофирма „Урожайное“».

## Объекты социальной сферы
- Фельдшерско-акушерский пункт.

## Достопримечательности
- Братская могила советских воинов. Похоронено 67 воинов.